# Trav'lin' Light
Trav'lin' Light è una canzone composta da Johnny Mercer, Trummy Young, Jimmy Mundy e portata al successo da Billie Holiday, che la incise a Los Angeles il 12 giugno 1942, accompagnata dall'orchestra di Paul Whiteman.